# Анаврита
Анаврита (грч. Αναβρυτά) је насељено место у општини Гребен у периферији Западна Македонија, Грчка. Према попису из 2021. године било је 18 становника.
Према бугарском географу и историчару, Василу Канчову, у Анаврити је 1900. године живело 242 Грка муслимана (Валахади). Године 1923. муслиманско становништво је принудно исељено у Турску а на њихово место је насељено 29 грчких избегличких породица, којих је на попису из 1928. године било 125. Село се раније звало Вреаштино.